# Tirailleurs du Po
Tirailleurs du Po era battaglione di fanteria leggera inquadrato nell'esercito imperiale della Francia di Napoleone Bonaparte, interamente composto da volontari italiani; l'unità prese parte attiva alle guerre napoleoniche, partecipando a diverse importanti battaglie.
Il battaglione venne creato nell'aprile del 1803, arruolando inizialmente volontari provenienti principalmente dal Piemonte, in gran parte membri del disciolto esercito del Regno di Sardegna; in seguito, tuttavia, la zona di arruolamento fu estesa prima alla provincia di Parma, e poi agli altri dipartimenti italiani affacciati sul fiume Po. Nel 1805, inquadrato nella divisione Legrand del IV Corpo d'armata del maresciallo Nicolas Jean-de-Dieu Soult, prese parte alla guerra della terza coalizione contro l'Impero austriaco, distinguendosi in particolare durante la battaglia di Austerlitz; sempre inquadrato nel corpo di Soult, prese poi parte nel 1806 - 1807 alla guerra della quarta coalizione, partecipando sia alla battaglia di Jena contro i prussiani che alle battaglie di Eylau e di Friedland contro i russi, subendo pesanti perdite.
Il battaglione tornò in azione nell'ottobre del 1809, quando prese parte alla guerra della quinta coalizione; si distinse in particolare nella battaglia di Ebersberg, quando si impossessò con un assalto di un ponte di importanza strategica, per poi prendere parte alla battaglia di Aspern-Essling ed alla battaglia di Wagram. Nel 1811, i tirailleurs divennero il 2º battaglione dell'11º Reggimento di fanteria leggera francese, con cui presero parte alla campagna di Russia uscendone pesantemente decimati. Ricostruito con nuove reclute, prese parte alla campagna di Germania nel settembre - ottobre del 1813, combattendo a Dresda ed a Lipsia; ritiratosi con il resto dell'armata in Francia, prese parte alle ultime battaglie contro i coalizzati, combattendo a Brienne ed a Monterean. Con l'abdicazione di Napoleone ed il ritorno sul trono dei Borbone, il battaglione venne sciolto, salvo essere ricostruito brevemente durante il periodo dei cento giorni, partecipando agli ultimi scontri dell'epopea napoleonica (le battaglie di Ligny e di Waterloo).